# Naděl Bůh
Naděl Bůh, naděl Bouh nebo také příměrka, je stará jednotka délky, který přidává určitou délku k jiným délkovým mírám (především provazce).

## Odlišnosti
- Naděl Bůh u českých měr = 2 pěsti české = 8 palců českých = 19,796 centimetrů
- Naděl Bůh u vídeňských měr = 2 pěsti vídeňské = 8 palců vídeňských = 21,072 centimetrů

### Příklad použití
- lesní provazec = 42 loktů a naděl Bůh = 25,091 metrů (podle Hájka)
- rybníkářský provazec = 22 loktů a naděl Bůh = 13,237 metrů (podle Hájka)

## Podobná jednotka
Náděl = přidává k provazci 1 píď = 19,754 centimetrů

## Použitý zdroj
- HOFMANN Gustav, Metrologická příručka pro Čechy, Moravu a Slezsko do zavedení metrické soustavy, Státní oblastní archív v Plzni a Muzeum Šumavy v Sušici, 1984